# Roggel en Neer
Roggel en Neer est une ancienne commune des Pays-Bas de la province du Limbourg.
La commune a été créée le 1er janvier 1991 par la fusion de Roggel et de Neer. Appelée d'abord Roggel, le nom officiel de la commune change en 1993 pour devenir Roggel en Neer. Le 1er janvier 2007, Roggel en Neer a formé, avec Haelen, Heythuysen et Hunsel la nouvelle commune de Leudal.